# S5.98M
Le S5.98M est un moteur-fusée à ergols liquides russe d'une poussée de ≈ 2 tonnes-force développé dans les années 1990 pour propulser l'étage supérieur Briz des lanceurs russes Rokot, Proton et Angara. 

## Historique
Le moteur S5.98M, qui propulse l'étage Briz, dérive directement du propulseur S5.92 utilisé par les sondes spatiales martiennes Phobos 1 et Phobos 2 développées par le bureau d'études d'Alexeï Issaïev. Ce moteur, qui devait pouvoir être réallumé plusieurs fois au cours du transit vers Mars de plusieurs mois, avait recours à un système d'alimentation par turbopompe permettant de réduire la masse de l'engin spatial (épaisseur moindre des parois des réservoirs d'ergols qui n'avaient pas à être pressurisés, absence de réservoirs d'hélium pour cette pressurisation) et d'obtenir un meilleur rendement. Le recours à une alimentation par turbopompe était audacieux car il nécessitait de purger à chaque démarrage l'ensemble d'un circuit complexe de canalisations imposé par ce mode d'alimentation. Le premier vol opérationnel d'un étage Briz emportant le moteur a lieu en 1990. Le moteur est fabriqué par la société KB Khimmash héritier du bureau d'études d'Issaïev et implantée à  Korolev dans l'oblast de Moscou.   

## Caractéristiques techniques
Le moteur S5.98M (Index GRAU 14D30) a une poussée de 19,62 kilonewtons. Le système d'alimentation en ergols repose sur une turbopompe mise en mouvement par un générateur de gaz dont les produits de combustion sont perdus (cycle ouvert). Les ergols utilisés sont hypergoliques (entrent spontanément en combustion lorsqu'ils sont mis en contact) : ces ergols sont l' 1,1-Diméthylhydrazine et le tétraoxyde de diazote. L'impulsion spécifique est de 328,6 secondes. Le rapport de mélange est compris entre 1,96 et 2,04. La pression dans la chambre de combustion est comprise entre 95 et 98 bars. La chambre de combustion est refroidie par la circulation des ergols dans sa paroi creuse avant que ceux-ci soient brulés (cycle fermé ou régénératif). Le moteur qui a une masse de 95 kg, a une hauteur de 1,15 mètre pour un diamètre de 0,94 mètre. Il peut être redémarré 8 fois. Il est monté sur cardan. 
Le moteur a été utilisé pour la première fois de manière opérationnelle lors du lancement d'une fusée Rockot qui a eu lieu le 20 novembre 1990. En mai 2016, plus de 120 exemplaires ont volé et ont permis de placer des engins spatiaux sur une orbite haute, géostationnaire ou interplanétaire.